# Mathieu Knippenbergh
Mathieu Albertus Johannes Knippenbergh (Venlo, 24 juli 1950) is een Nederlandse beeldhouwer, tekenaar, graficus, en fotograaf.

## Leven en werk
Mathieu Knippenbergh bezocht van 1967 tot 1969 een kunstopleiding (de "akademieklas") aan de Katholieke Leergangen in Tilburg. Hij volgde aansluitend van 1969 tot 1972 een postacademische studie aan de Jan van Eyck Academie in Maastricht. Knippenbergh was aanvankelijk werkzaam als beeldhouwer en graficus, maar was later eveneens actief als installatiekunstenaar en creatief op het gebied van de nieuwe media: computer-, video- en filmkunst.
De kunstenaar woont en werkt sinds aanvang tachtiger jaren in Swolgen (Horst aan de Maas). Hij is lid van de Stichting Kunst & Cultuur Limburg in Maastricht.

## Werken (selectie)
- 1985 Het gebonden figuur (1985), Op de kamp/Op de spekt in Broekhuizenvorst
- 1987 Christophorus / Heilige Christoffel (1987), Veerweg in Broekhuizen
- 1977 Joes en Petatte Nelke, Wilhelminaplein, Tegelen

- Gemeinsame Normdatei: 1112350896
- International Standard Name Identifier: 0000 0003 9377 7398
- Nederlandse Thesaurus van Auteursnamen: 298700220
- RKD-Nederlands Instituut voor Kunstgeschiedenis: 45084
- Union List of Artist Names: 500703985
- Virtual International Authority File: 288146563
- WorldCat: E39PBJkhHPJJd4vwFVMYJryGHC